# Eri Fukatsu
Eri Fukatsu (深津 絵里 Fukatsu Eri?,  Ōita, Prefectura de Ōita, 11 de enero de 1973) es una actriz y cantante japonesa. Fukatsu ganó el premio a la mejor actriz en la edición número 28 del Festival de Cine de Yokohama por Haru, así como también el premio a la mejor actriz en el Festival Internacional de Cine de Montreal de 2010 por su actuación en Villain. También ha sido aclamada por su papel en la serie de televisión Bayside Shakedown y las películas derivadas de la serie. De 1988 a 1992, protagonizó comerciales de "Christmas Express" para Central Japan Railway Company.

## Primeros años
Fukatsu nació el 11 de enero de 1973 en la ciudad de Ōita, prefectura de Ōita. Su padre es ingeniero y su madre, Yumiko, es calígrafa profesional. Hizo su debut en el mundo del entretenimiento a la edad de trece años, ganando el Grand Prix en el concurso Miss Harajuku, celebrado en el barrio de Harajuku, Tokio.

## Carrera
En sus primeros años, Fukatsu se desempeñó como cantante bajo los nombres de Rie Mizuhara y Rie Takahara, pero luego se decidió por usar su nombre real. En 1988, hizo su debut en la gran pantalla apareciendo en la adaptación cinematográfica del manga Thomas no Shinzō, titulada Summer Vacation 1999. Entre sus créditos televisivos, Fukatsu también actuó como narradora para el longevo programa World Heritage Sites.
En 1997, Fukatsu interpretó a Sumire Onda en la serie de televisión Bayside Shakedown. En 2010, coprotagonizó junto a Satoshi Tsumabuki la película Villain de Lee Sang-il, filme por el que ganó el premio a la mejor actriz en el Festival Internacional de Cine de Montreal.  En 2011, protagonizó Suteki na Kanashibari de Kōki Mitani.

## Filmografía

### Películas
- Summer Vacation 1999 (1988)
- Stay Gold (1988)
- Mangetsu no Kuchizuke (1989)
- Manatsu no Chikyu (1991)
- Birthday Present (1995)
- Haru (1996)
- Bayside Shakedown: The Movie (1998)
- Space Travelers (2000)
- Chūshingura 1/47 (2001)
- Bayside Shakedown 2 (2003)
- Like Asura (2003)
- The Professor's Beloved Equation (2006)
- The Adventures of Super Monkey (2007)
- The Magic Hour (2008)
- Honokaa Boy (2008)
- Your Story (2009)
- Bayside Shakedown 3 (2010)
- Villain (2010)
- Suteki na Kanashibari (2011)
- Bayside Shakedown The Final (2012)
- Parasyte: Parte 1 (2014)
- Parasyte: Parte 2 (2015)
- Kishibe no Tabi (2015)
- The Long Excuse (2016)
- Survival Family (2017)

### Televisión
- Yobikō Boogie (1990)
- Paradise Nippon (1990)
- High School Daidassō (1991)
- Ruju no Dengon Vol. 5: Saigo no Natsu Yasumi (1991)
- Ai to iu Nano Moto ni (1992)
- Yonimo Kimyō na Monogatari: Door (1992)
- Natsu no Yoru no Rusuban (1992)
- Hatachi no Yakusoku (1992)
- Kekkonshiki (1993)
- Akuma no Kiss (1993)
- Otona no Kisu (1993)
- Kono Ai ni Ikite (1994)
- Wakamono no Subete (1994)
- Saikō no Kataomoi (1995)
- Best Friend (1995)
- Unawa Kinyuudō: Part 1 (1996)
- Tōmei Ningen: Dead Zone in Zeus (1996)
- Bayside Shakedown (1997)
- Bara no Satsui: Kyomu eno Kumotsu (1997)
- Narita Rikon (1997)
- Tokugawa Yoshinobu (1998), Tenshōin
- Kirakira Hikaru (1998)
- Wangansho Fukei Monogatari: Shoka no Kōtsuu Anzen Special (1998)
- Odoru Daisousasen: Aki no Hanzai Bokumetsu Special (1998)
- Kanojotachi no Jidai (1999)
- Tenkiyohō no Koibito (2000)
- Kabachitare! (2001)
- Chūshingura 1/47 (2001)
- Koi no Chikara (2002)
- Sora Kara Furu Ichioku no Hoshi (2002)
- Suekko Chounan Ane Sannin (2003)
- Kawa, Itsuka Umi e: Muttsu no Ai no Monogatari (2003)
- Slow Dance (2005)
- Saiyuuki (2006)
- Fukatsu Eri no Black Comedy (2007)
- Change (2008)
- The Namino Resutoran Dai 33 Wa (2008)
- Ekiro (2009)

## Discografía
Álbumes
- Applause (1990)
- Sourire (1992)
- Dokuichigo (2012) (como Ichigo Ichie)

Sencillos
- "Yokohama Joke" (1988)
- "Nanatsu no Namida" (1989)
- "Approach" (1989)
- "Hitori-zutsu no Futari" (1992)
- "Ai wa Suteki, Ai wa Hanataba" (1992)